# ムボットゴテ族
ムボットゴテ族（ムボットゴテぞく、Mbotgote）は、バヌアツ共和国のマレクラ島に住む少数民族。小ナンバ族（英語: Small Nambas）とも呼ばれる。

## 居住地
マレクラ島の南部中央の密林地帯に住んでいる。ときどきコプラのプランテーションに現れて物を売り、得た現金で贅沢品である斧やブッシュナイフを買い求めていく。
12月から5月までの雨期には川が増水するので、完全に海岸地方の住民から孤立した生活を送ることになる。

## 生活

### 衣類
男子はバナナの葉で作ったペニスサック、女子は草で作った前が短く、後ろが長いスカートを身につけている。
生まれた子供は何ヶ月間かきつい鉢巻をさせ、頭を細長く変形させる。これは長い頭を美しいとする考えからである。母親はタロイモを噛み砕いて、子供に口移しで食べさせる。3歳頃の乳離れまで母親と子供は一心同体で暮らす。

### 食生活
基本的には耕作を生業とする部族で、タロイモを主要作物とするが、狩猟（オオコウモリ、鳩、野ブタ）、漁労（ウナギ、エビ）、養豚も営む。
主要作物はタロイモであるが、ヤムイモなどの塊茎植物も栽培している。飼いブタや野ブタに荒らされないよう、どの畑も頑丈な木柵で囲ってある。タロイモは焚き火で焼き芋にすることが多い。
オオコウモリや鳩は弓矢を使って狩る。浅い流れに住むウナギとエビは刃渡り70～80cmのブッシュナイフで仕留める。野ブタは犬に追い立てさせ、同じくブッシュナイフで仕留める。肉類は煮たり、ラプラプという蒸し焼き料理にする。ラプラプとは、ヤムイモかタロイモを棘だらけのシダの枝ですりおろし、ホウレンソウのような葉や肉と混ぜて大きな葉でくるみ、熱した石を敷いた浅いくぼみの中に入れる。その上から別の熱した石を並べ、泥や草木の葉で覆い、数時間から一晩蒸らして作ったものである。

### 住居
家は木の骨組みの上に、ヤシの葉を葺いてシダの軸を切ったもので補強した急傾斜の屋根を乗せた造りである。台風の季節になると、果肉質に富んだバナナの幹とヤシの枝で屋根をさらに補強する。
ムボットゴテ族の家の特徴は、家の前と後ろに丸い囲いがあることである。後ろの丸囲いは、ブタの飼育に使うことが多い。
村に分かれて暮らし、各村は男子集会所ひとつと、各家族ごとの家で構成されている。生活を通じて信望を得た年長者たちが権威を持っている。

## 宗教
祖霊を信じ、大掛かりな葬送儀式が残っている。キリスト教との接触はあったが、関心を寄せていない。ムボットゴテ族にとって生命とは祖先からの預かり物であり、色々な儀礼、儀式を怠りなくとりおこなえばこそ、部族が繁栄もし、精霊にも助けてもらえると考えられているためである。